# اکوئوس
اکوئوس (اسب)  (انگلیسی: Equus)  نمایشنامه ای از پیتر شِفر (انگلیسی: Peter Shaffer؛ زادهٔ ۱۵ مهٔ ۱۹۲۶-درگذشتهٔ ۵ ژوئن ۲۰۱۶)  است که در سال 1973 نوشته شده است و داستان روانپزشکی را روایت می‌کند که تلاش می‌کند پسر جوانی که شیفتگی مذهبی و بیمارگونه‌ای به اسب ها دارد، درمان کند.
شفر با شنیدن جنایتی در مورد یک جوان هفده ساله که چشم‌های شش اسب را در شهر کوچکی در سافولک (Suffolk) کور کرده بود، الهام گرفت تا اکوئوس را بنویسد. او بدون دانستن هیچ یک از جزئیات جنایت، تصمیم گرفت تا روایتی خیالی از آنچه ممکن است باعث این حادثه شده باشد بسازد. این نمایشنامه چیزی شبیه به یک داستان پلیسی به نظر می‌رسد که روند آن با تلاش روان‌پزشک کودک، دکتر مارتین دایسارت (Martin Dysart) برای درک علت رفتار پسر - الن استرنگ – (Alan Strang) پیش می‌رود.
مسائل متعددی در روایت نمایشنامه اکوئوس شکل می‌گیرد . از جمله مضامین مذهبی و آیینِ قربانی، شیوه‌ای که شخصیت الن استرنگ یک الهیات شخصی را برای خود خلق می‌کند که در نتیجه الهه‌ی خیالی «اکوئوس» برایش ساخته می‌شود. الن اسب‌ها را نماینده خدا می‌بیند و ستایش از خدای خود را در میل جنسی خود جانشین می‌کند. تضاد بین لذت‌ها و ارزش‌های شخصی در مقابل آداب، انتظارات و نهادهای اجتماعی در این نمایشنامه اهمیت زیادی پیدا می‌کند. شفر با به کارگیری ساختاری فاصله‌گذار و روایتی سیال ذهن و شخصیت‌پردازی کلاسیک، تضاد بین نظام‌های آپولونی و دیونیسی در زندگی انسان را به نمایش می‌گذارد.

اولین اجرای صحنه ای این نمایشنامه در تئاتر ملی لندن (National Theatre in London) بین سال‌های 1973 تا 1975 به کارگردانی جان دکستر (John Dexter)  اجرا شد. الک مک‌کوون (Alec McCowen) درنقش دایسارت و پیتر فرث (Peter Firth)‌ در نقش الن استرنگ بازی کردند. بعدها در برادوی نقش دایسارت با بازی آنتونی هاپکینز (Anthony Hopkins)، ریچارد برتون (Richard Burton)، لئونارد نیموی (Leonard Nimoy) و آنتونی پرکینز (Anthony Perkins) اجرا شد.

## اجراها و افتخارها
نمایشنامه اکوئوس (اسب) برای شِفر جایزه تونی نمایشنامه‌نویسی و نیز جایزه حلقه منتقدان نیویورک در سال ۱۹۷۵ را به ارمغان آورد. اکوئوس ابتدا در لندن و بعدها در برادوی روی صحنه رفت و بیش از ۱۲۰۰ اجرا داشت.
این نمایشنامه در ۲۰۰۷ بار دیگر در وست اند لندن روی صحنه رفت و دانیل رادکلیف ستاره سری فیلم‌های هری پاتر با بازی در آن اولین نقش تئاتری مهم خود را تجربه کرد.

## اقتباس‌ها
این نمایشنامه در ۱۹۷۷برای فیلمی سینمایی به همین نام با کارگردانی سیدنی لومت با بازی ریچارد برتون اقتباس شد. اقتباس سینمایی شِفر از نمایشنامه خودش نامزدی اسکار بهترین فیلمنامه اقتباسی را برایش به همراه داشت.

## اجرا در ایران
بنیاد خیریه یاران برکت مهر با همکاری پردیس بازار چارسو نمایشنامه خوانی «اکوئوس» به کارگردانی محمد یعقوبی را در ۱۹ اردیبهشت ۱۳۹۴ برگزار کرد. نقش خوانان این اجرای نمایشنامه خوانی به ترتیب حروف الفبا عبارتند از: الهه اصغری، سید علی خوانساری وحید، وحید ورسه، المیرا دهقانی، الهام دهقانی، فرنوش مرواری، سامان مظلومی، آفرین نوری نژاد.
امین عظیمی «اکوئوس» را برای اولین بار در جشنواره تئاتر دانشگاهی بر روی صحنه برد و در این اجرا بازیگر نقش الن استرنگ جایزه بهترین بازیگر مرد و بازیگر نقش دورا استرنگ (مادر الن) جایزه بهترین بازیگر زن را از آن خود کردند.
در دی و بهمن ماه ۱۴۰۰ اولین اجرای عموم از نمایشنامه «اکوئوس» به کارگردانی محمدرضا بصیری و دراماتورژی پیروز محمدی در تالار حافظ به روی صحنه آمد. اجرای «اکوئوس» محمدرضا بصیری اقتباسی آزاد از نمایشنامه شِفر است که بازنویسی متن آن توسط پیروز محمدی انجام شد.